# Batalha de Loma del Gato
A Batalha de Loma del Gato ocorreu durante a Guerra da Independência de Cuba em 5 de julho de 1896 em Santiago de Cuba, na província de Oriente. É notável pela morte do general mambí José Maceo.

## A batalha
Depois de passar a noite acampados fora da aldeia de La Isabelita, as forças mambises cruzaram a ferrovia em La Maya em direção a El Espartillo, como parte de sua campanha em Oriente. Quando os mambises chegaram a El Espartillo, foram alvejados a partir dos postos avançados de Sangre de Toro e Camarones, controlados pelos espanhóis.
O General Maceo chegou a El Espartillo e de lá organizou a disposição de suas forças: O Coronel Luis Bonne deveria marchar com seu Regimento do Prado em direção a La Jagüita enquanto o Coronel Agustín Cebreco marchava em direção à Loma del Gato; o Brigadeiro Pedro Agustín Pérez cobriria a posição de El Mamón, e o Brigadeiro Matías Vega Alemán deveria fornecer apoio às forças de Cebreco.
Cerca de quinze minutos depois, Maceo enviou o Coronel Luis Aranda em direção a La Jagüita, para que o Coronel Bonne avançasse para atacar os espanhóis, e ordenou que a coluna voadora Maceo do Tenente-Coronel Francisco Sánchez Hechavarría avançasse em direção à Loma del Gato e apoiasse as forças de Cebreco, que já estavam lutando.
Após cerca de vinte minutos, Maceo ficou impaciente porque não ouviu combates na direção em que Sánchez Hechavarría deveria atacar e decidiu marchar com sua escolta e ajudantes ao encontro dos espanhóis, que enfrentavam as forças de Cebreco.

### Morte do General Maceo

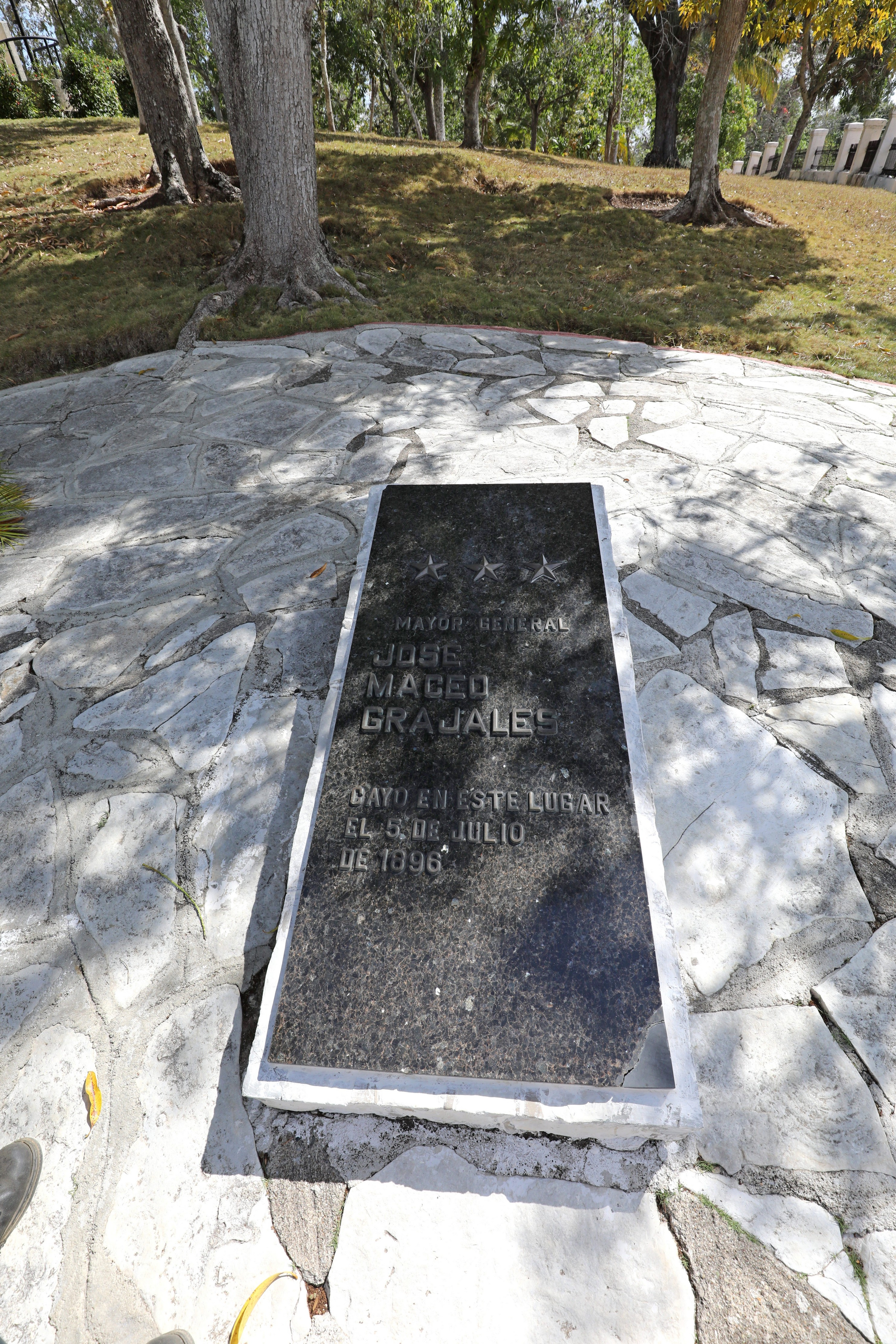
Monumento em Loma del Gato marcando o local onde caiu o General José Maceo Grajales.

Ao chegar a Loma del Gato, o General Maceo rapidamente reuniu as tropas que o acompanhavam e avançou para a batalha. Poucos minutos depois, enquanto lutava a cavalo, Maceo chegou muito perto das posições espanholas, atraindo fogo delas. Uma bala o atingiu na cabeça e ele caiu do cavalo.

Seu assessor, o Tenente Salvador Durruty, tentou levantá-lo do chão, recebendo um tiro na virilha. O médico mambí Porfirio Valiente extraiu o projétil do General Maceo enquanto a batalha acontecia ao seu redor. Momentos depois, o general sucumbiu aos ferimentos.
Os cubanos sofreram outras 15 baixas durante a batalha e foram derrotados; a batalha foi um golpe para os mambises, tendo perdido um importante general.